# بازهمسری

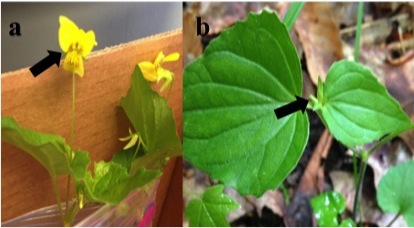
بازهمسری (a) و بسته‌همسری (b) در گل بنفشه.

بازهمسری (به انگلیسی:Chasmogamy)به گرده‌افشانی در گیاهان، پس از باز شدن کامل گل گفته می‌شود. این رفتار در بیشتر گیاهان دیده می‌شود.

این رفتار در مقابل بسته‌همسری (کلیستوگامی) قرار می‌گیرد. البته در بسیاری از گیاهان که گل‌های بازهمسر دارند، گل‌های بسته‌همسر هم ایجاد می‌شود مانند گل بنفشه (شکل رو به رو) و گزنه سفید ساقه‌آغوش.

در این روش دانه گرده با استفاده از عوامل زنده مانند حشرات و عوامل غیر زنده مانند باد از پرچم به کلاله می‌رود. مشکل بازهمسری، نیاز به استفاده از گلبرگ و شهد برای کشاندن حشرات برای گرده‌افشانی و همچنین ساخت دانه گرده زیاد است و می‌تواند موجب بکار بردن انرژی زیاد جهت ازدیاد نسل، و تحلیل رفتن گیاه شود.

مزیتی که در بازهمسری وجود دارد، افزایش تنوع ژنی، به وسیله ترکیب شدن ژن‌های برتر دو گیاه مختلف است که در مجموع موجب توانایی گیاه برای ادامه زندگی در شرایط دشوار و تنش هاست.